# Марса (Мальта)

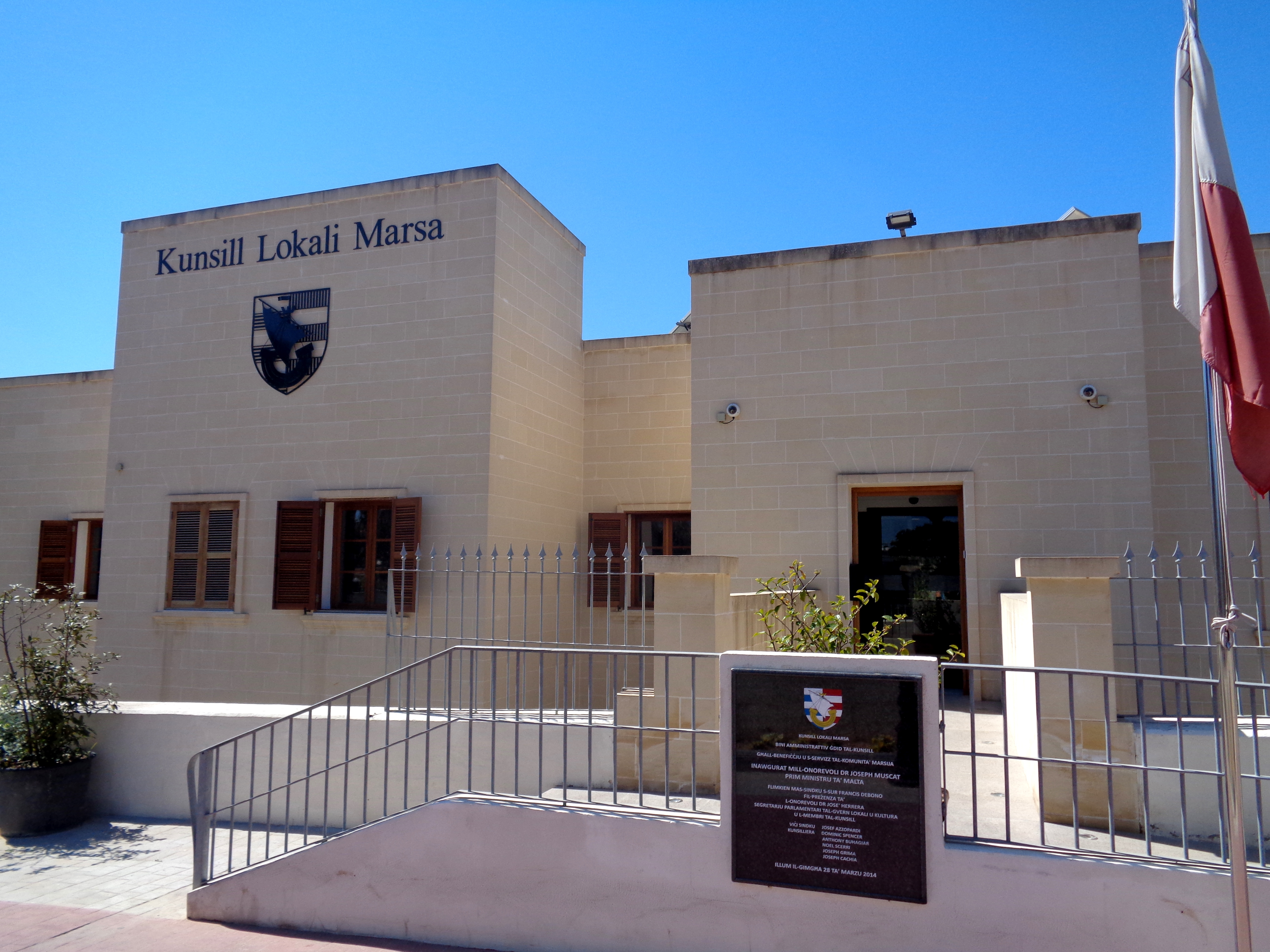
Місцева Рада Марси

Марса (також Марса ІІ) (мальт. Marsa) — портове місто на узбережжі Великої гавані в Мальті. Назва «Марса» в перекладі з арабської означає «порт».

## Історія
Марса знаходиться на Марса-Крік, водоймі, утвореній потоком води від ваді. Залишки конструкції часів Римської імперії були знайдені неподалік від міста. Вважається, що ливарне виробництво Ордену лицарів Святого Іоанна, можливо, було, розташоване на Марса.
Під час облога Мальти в 1565 році, Марса було використане як табір військами Османської імперії. Після їх поразки, у Марсі поширились виноградники.
У 17 столітті історичний музей, Музей ді Сан Джакомо, був розташований в Марса. Створений тоді, коли Джованні Франческо Абела перетворив свій будинок на музей і був першим у своєму роді на Мальті. Багато з його артефактів в даний час є в Національному археологічному музеї.
Новий порт був побудований в 1860-х роках під час правління в Британської імперії. Передбачалося, що місто буде побудований на місці під назвою Альберт міста, названого на честь Принц Альберт. До 1890 року місто мало населення понад 600 осіб, але це було пізніше відмовилися. Нове місто на місці з'явилися в 20 столітті, прийнявши ім'я Марса після струмка.
У липні 2009 року було оголошено, план, щоб відновити область гавані. Це зроблено для того, щоб перетворити в зону відпочинку і планується включити будівництво з простором для 170 човнів.

## Підприємства

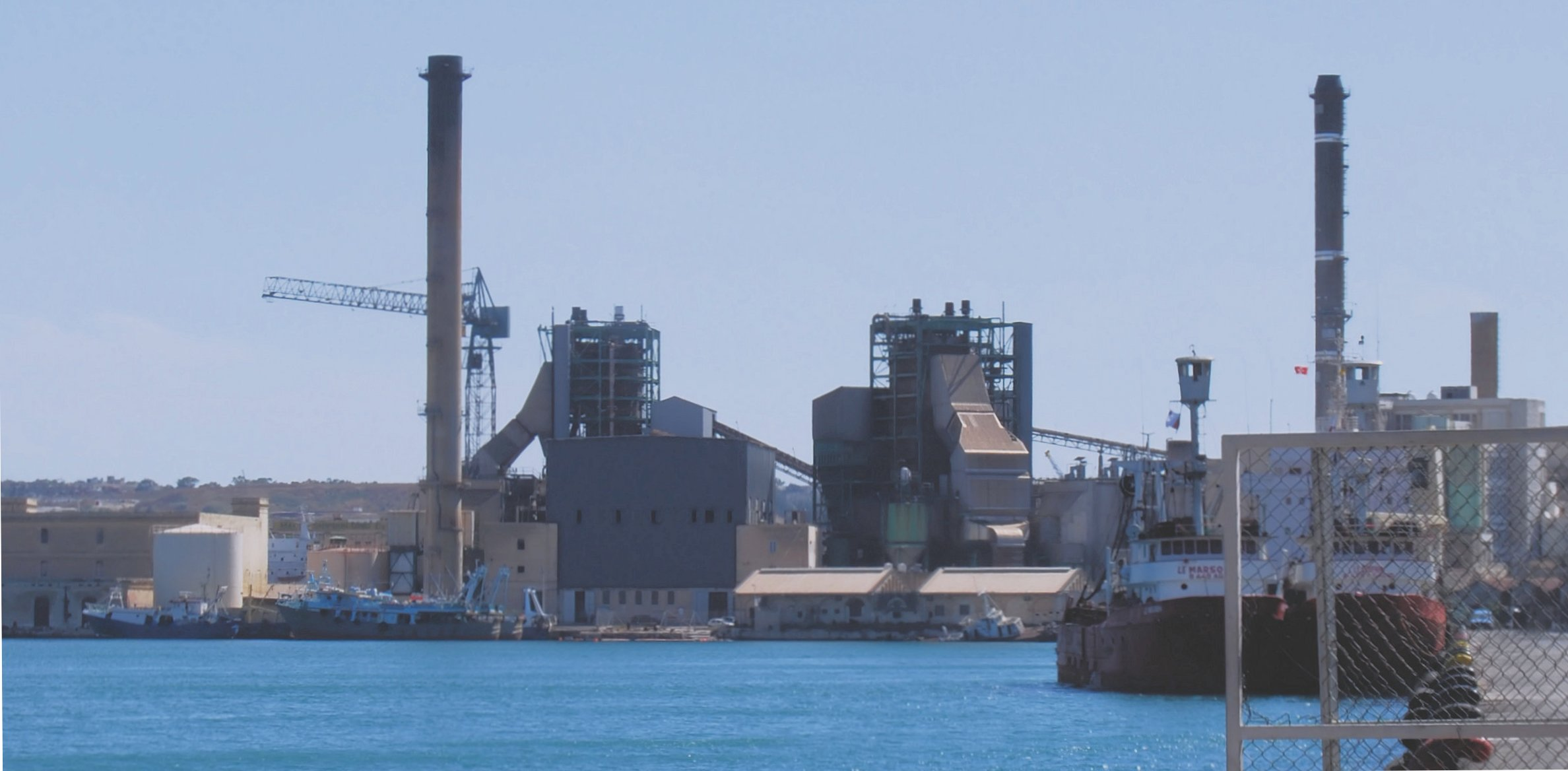
Електростанція у Марсі

У Марсі знаходиться найбільша і найважливіша верф Мальти. Тут же знаходиться одна з двох електростанцій, яка забезпечує енергією більшу частину Мальтйского архіпелагу.

## Дитячий пісенний конкурс Євробачення 2014
Мальтійський суднобудівний завод «Мальта шіпбілдінг» був обраний місцем проведення дитячого пісенного конкурсу Євробачення 2014, який відбувться в листопаді 2014 року.

## Міста-побратими
- Бріджуотер, Велика Британія[7].